# Jonomycyna
Jonomycyna – organiczny związek chemiczny, antybiotyk jonoforowy z grupy jonoforów karboksylowych, produkowany przez bakterie Streptomyces conglobatus. Jonomycyna jest jonoforem kompleksującym z najwyższą selektywnością kationy wapnia Ca2+. Jonomycyna tworzy z zasadą wapniową sól, w której kation Ca2+ jest skompleksowany wewnątrz hydrofilowej wnęki cząsteczki jonoforu. Wyizolowana została po raz pierwszy w 1978 roku, a synteza totalna tego związku została przeprowadzona w 1990.

## Zastosowanie
Jest antybiotykiem o wąskim spektrum działania, oddziałuje na bakterie Gram-dodatnie przenikając ich błony komórkowe. Jonomycyna jest także selektywnym jonoforem wapnia, służącym w biotechnologii do kontroli jego stężenia w komórkach. Używana jest także do stymulacji wewnątrzkomórkowej produkcji między innymi cytokin, Interferonu, perforyny i Interleukiny 4. Trwają badania nad wykorzystaniem jonomycyny do leczenia raka pęcherza moczowego.